# أوين رونالد
أوين رونالد (بالإنجليزية: Owen Ronald)‏ هو لاعب كرة قدم بريطاني في مركز الهجوم، ولد في 9 مايو 1993 في غلاسكو في المملكة المتحدة. لعب مع نادي دمبرتون.